# Япринцево
Япри́нцево (рос. Япрынцево) — село у складі Переволоцького району Оренбурзької області, Росія.

## Населення
Населення — 562 особи (2010; 570 у 2002).
Національний склад (станом на 2002 рік):
- росіяни — 87 %